# Al-Ahli (Jeddah)
Al-Ahli SC is een professionele voetbalclub uit Jeddah in Saoedi-Arabië.

## Geschiedenis
De club werd opgericht in 1937 en won vier keer het landskampioenschap en 13 keer het kampioenschap van de King of Saudi Cup als de club die het meeste bereikte. In 1986, 2012 bereikte de club de finale van de AFC Champions League.

## Erelijst
Nationaal
- Saudi Pro League: 1963, 1966, 1969, 1970, 1971, 1973, 1978, 1984, 2016
- Saudi First Division League: 2023
- King's Cup: 1969, 1977, 1978, 1979, 1983, 2011, 2012, 2016
- Saudi Super Cup: 2016
- Crown Prince's Cup: 1957, 1970, 1998, 2002, 2007, 2015
- Saudi Federation Cup: 2001, 2002, 2007, 2012, 2013

Internationaal
- AFC Champions League Elite: 2025
- Arab Unified Club Championship: 2002
- Gulf Club Champions Cup: 1985, 2002, 2008
- International Friendship Football Tournament: 2001, 2002

## Bekende (oud-)spelers en trainers

### Spelers
- Taisir Al-Jassim
- Yasser Al-Mosailem
- Ezgjan Alioski
- Muhannad Assiri
- Ryad Boudebouz
- Matteo Dams
- Merih Demiral
- Mostapha El Kabir
- Hicham Faik
- Roberto Firmino
- Roger Ibañez
- Franck Kessié
- Riyad Mahrez
- Édouard Mendy
- Allan Saint-Maximin
- Victor Simões
- Nicolae Stanciu
- Ivan Toney
- Gabri Veiga

### Trainers
- Christian Gross
- Matthias Jaissle
- Vítor Pereira
- Luiz Felipe Scolari
- Trond Sollied